# Benjamin Thomas (ciclista)
Benjamin Thomas (Lavaur, 12 de septiembre de 1995) es un deportista francés que compite en ciclismo en las modalidades de pista, especialista en las pruebas de persecución por equipos, puntuación y madison, y ruta.
Participó en dos Juegos Olímpicos de Verano, obteniendo dos medallas, bronce en Tokio 2020, en la prueba de madison (junto con Donavan Grondin), y oro en París 2024, en ómnium.
Ganó diez medallas en el Campeonato Mundial de Ciclismo en Pista entre los años 2016 y 2023, y quince medallas en el Campeonato Europeo de Ciclismo en Pista entre los años 2014 y 2023.
En carretera, obtuvo una medalla de oro en el Campeonato Europeo de Ciclismo en Ruta de 2023, en la prueba de contrarreloj por relevos mixtos.

## Medallero internacional
| Juegos Olímpicos   | Juegos Olímpicos         | Juegos Olímpicos  | Juegos Olímpicos        |
| Año                | Lugar                    | Medalla           | Competición             |
| ------------------ | ------------------------ | ----------------- | ----------------------- |
| 2020               | Tokio (Japón)            | Medalla de bronce | Madison                 |
| 2024               | París (Francia)          | Medalla de oro    | Ómnium                  |
| Campeonato Mundial |                          |                   |                         |
| Año                | Lugar                    | Medalla           | Competición             |
| 2016               | Londres (Reino Unido)    | Medalla de plata  | Madison                 |
| 2017               | Hong Kong (China)        | Medalla de oro    | Madison                 |
| 2017               | Hong Kong (China)        | Medalla de oro    | Ómnium                  |
| 2019               | Pruszków (Polonia)       | Medalla de plata  | Ómnium                  |
| 2020               | Berlín (Alemania)        | Medalla de oro    | Ómnium                  |
| 2021               | Roubaix (Francia)        | Medalla de oro    | Puntuación              |
| 2021               | Roubaix (Francia)        | Medalla de plata  | Persecución por equipos |
| 2022               | Saint-Quentin (Francia)  | Medalla de oro    | Madison                 |
| 2022               | Saint-Quentin (Francia)  | Medalla de plata  | Ómnium                  |
| 2023               | Glasgow (Reino Unido)    | Medalla de plata  | Ómnium                  |
| Campeonato Europeo |                          |                   |                         |
| Año                | Lugar                    | Medalla           | Competición             |
| 2014               | Baie-Mahault (Francia)   | Medalla de oro    | Puntuación              |
| 2015               | Grenchen (Suiza)         | Medalla de plata  | Puntuación              |
| 2016               | Saint-Quentin (Francia)  | Medalla de oro    | Persecución por equipos |
| 2016               | Saint-Quentin (Francia)  | Medalla de plata  | Madison                 |
| 2016               | Saint-Quentin (Francia)  | Medalla de bronce | Ómnium                  |
| 2017               | Berlín (Alemania)        | Medalla de oro    | Persecución por equipos |
| 2017               | Berlín (Alemania)        | Medalla de oro    | Madison                 |
| 2017               | Berlín (Alemania)        | Medalla de bronce | Ómnium                  |
| 2019               | Apeldoorn (Países Bajos) | Medalla de oro    | Ómnium                  |
| 2021               | Grenchen (Suiza)         | Medalla de oro    | Puntuación              |
| 2022               | Múnich (Alemania)        | Medalla de oro    | Persecución por equipos |
| 2022               | Múnich (Alemania)        | Medalla de oro    | Puntuación              |
| 2023               | Grenchen (Suiza)         | Medalla de oro    | Ómnium                  |
| 2023               | Grenchen (Suiza)         | Medalla de bronce | Persecución por equipos |
| 2023               | Grenchen (Suiza)         | Medalla de bronce | Madison                 |

| Campeonato Europeo | Campeonato Europeo     | Campeonato Europeo | Campeonato Europeo              |
| Año                | Lugar                  | Medalla            | Competición                     |
| ------------------ | ---------------------- | ------------------ | ------------------------------- |
| 2023               | Drenthe (Países Bajos) | Medalla de oro     | Contrarreloj por relevos mixtos |

## Palmarés

### Pista
| 2014 - Campeonato de Europa en Puntuación - 2.º en el Campeonato de Francia en scratch 2015 - 2.º Campeonato de Europa en Puntuación - 2.º en el Campeonato de Francia en Puntuación - 2.º en el Campeonato de Francia en Madison 2016 - 2.º Campeonato del Mundo en Madison (con Morgan Kneisky) - 3.º en el Campeonato de Francia Persecución por Equipos - 2.º en el Campeonato de Francia en scratch - 2.º en el Campeonato de Francia en Puntuación - Campeonato de Francia en Omniun - Campeonato de Francia Madison (haciendo pareja con Jordan Levasseur) - Campeonato Europeo Persecución por Equipos (con Florian Maitre, Corentin Ermenault y Thomas Denis) - 3.º en el Campeonato Europeo en Omnium - 2.º en el Campeonato Europeo Madison en Madison (con Morgan Kneisky) 2017 - Campeonato del Mundo en Omnium - Campeonato del Mundo en Madison (con Morgan Kneisky) - Campeonato Europeo Persecución por Equipos (con Florian Maitre, Corentin Ermenault y Louis Pijourlet) - Campeonato Europeo Persecución en Madison (con Florian Maitre) - 3.º en el Campeonato Europeo en Omnium - Campeonato de Francia en Omniun - 2.º en el Campeonato de Francia en Puntuación - 3.º en el Campeonato de Francia en Madison | 2019 - 2.º en el Campeonato del Mundo en Omnium - Campeonato Europeo en Omnium 2020 - Campeonato del Mundo en Omnium 2021 2022 - Campeonato Europeo en Puntuación 2023 - Campeonato de Francia en Persecución Individual 2024 - Seis días de Gante (con Fabio Van den Bossche) |

### Ruta
| 2014 - 1 etapa del Tour de Corse 2017 - 1 etapa de los Cuatro Días de Dunkerque - 1 etapa del Tour de Valonia 2018 - 3.º en el Campeonato de Francia Contrarreloj 2019 - Campeonato de Francia Contrarreloj 2020 - 2.º en el Campeonato de Francia Contrarreloj | 2021 - Campeonato de Francia Contrarreloj 2022 - Estrella de Bessèges, más 1 etapa - Boucles de la Mayenne, más 1 etapa - 3.º en el Campeonato de Francia Contrarreloj 2023 - 1 etapa de los Cuatro Días de Dunkerque 2024 - 1 etapa del Giro de Italia |

## Resultados en Grandes Vueltas y Campeonatos del Mundo
| Carrera              | Carrera              | 2015 | 2016 | 2017 | 2018  | 2019 | 2020 | 2021 | 2022 | 2023 | 2024 | 2025  |
| -------------------- | -------------------- | ---- | ---- | ---- | ----- | ---- | ---- | ---- | ---- | ---- | ---- | ----- |
|                      | Giro de Italia       | —    | —    | —    | —     | —    | Ab.  | —    | —    | —    | Ab.  | —     |
|                      | Tour de Francia      | —    | —    | —    | —     | —    | —    | —    | 53.º | —    | —    | 154.º |
|                      | Vuelta a España      | —    | —    | —    | 121.º | Ab.  | —    | —    | —    | —    | —    | —     |
| Mundial Contrarreloj | Mundial Contrarreloj | —    | —    | —    | 20.º  | 28.º | 22.º | 27.º | —    | —    | —    | —     |

| —: No participó | Ab: Abandono |

## Equipos
- Armée de terre (2015-2017)
- FDJ (2018-2021)
  - FDJ (2018)
  - Groupama-FDJ (2018-2021)
- Cofidis (2022-)